# Tour Saint-Sauveur
La tour Saint-Sauveur est le vestige d'une des portes de l'enceinte urbaine enserrant la veille ville de Vire, aujourd'hui dans le département français du Calvados, en région Normandie.

## Localisation
La tour est située dans le centre-ville de la commune déléguée de Vire, au sein de la commune nouvelle de Vire Normandie, entre la tour aux Raines et la Porte Horloge, dans le département français du Calvados.

## Historique
La porte Saint-Sauveur — ou porte Vieille ou Saint-Thomas — faisait partie des remparts de Vire, construits sur ordre de Saint Louis à partir de 1250. L'édifice a servi quelque temps de mairie sous l'Ancien Régime et était l'une des quatre entrées de la ville,, au droit de la rue Chaussée.
La tour sud de la porte a été détruite en 1788. 
La Reconstruction a déplacé la rue Chaussée de l'axe de l'ancienne porte. La rue passe depuis au nord de la seule tour de la porte encore existante, sa tour nord. Suivant le plan d'urbanisme de 1946, une rue « des Remparts », sur les anciens fossé qui accompagnaient la muraille, perpendiculaire à la rue Chaussée, est construite entre la porte Horloge, plus au nord de la ville, et la tour aux Raines plus au sud, afin de mettre en valeur quelques-uns des derniers vestiges médiévaux de la ville, et notamment la tour Saint-Sauveur.

## Description
Dès la fin du XIIe siècle, alors que la ville est entourée par de larges fossés, les trois portes principales de la ville, dont la porte Saint-Sauveur, sont munies d'une herse et d'un pont-levis. 
La tour restante est surmontée d'un mâchicoulis, témoignant de son ancienne fonction défensive.

## Protection
La tour Saint-Sauveur est inscrite au titre des monuments historiques par arrêté du 4 août 1951.